# Hatfield Broad Oak
Hatfield Broad Oak is een civil parish in het bestuurlijke gebied Uttlesford, in het Engelse graafschap Essex.